# 7e étape du Tour d'Espagne 2015
La 7e étape du Tour d'Espagne 2015 s'est déroulée le vendredi 28 août 2015, entre Jódar et La Alpujarra, sur une distance de 188,3 km. Le coureur néerlandais Bert-Jan Lindeman, de l'équipe Lotto NL-Jumbo l'a remportée, devant Ilia Koshevoy et Fabio Aru. Esteban Chaves conserve le maillot rouge.

## Résultats

### Classement de l'étape
| Classement de l'étape | Classement de l'étape | Classement de l'étape | Classement de l'étape | Classement de l'étape |
|                       | Coureur               | Pays                  | Équipe                | Temps                 |
| --------------------- | --------------------- | --------------------- | --------------------- | --------------------- |
| 1er                   | Bert-Jan Lindeman     | Pays-Bas              | Lotto NL-Jumbo        | en 5 h 10 min 24 s    |
| 2e                    | Ilia Koshevoy         | Biélorussie           | Lampre-Merida         | + 9 s                 |
| 3e                    | Fabio Aru             | Italie                | Astana                | + 29 s                |
| 4e                    | Jérôme Cousin         | France                | Europcar              | + 34 s                |
| 5e                    | Rafał Majka           | Pologne               | Tinkoff-Saxo          | + 36 s                |
| 6e                    | Esteban Chaves        | Colombie              | Orica-GreenEDGE       | + 36 s                |
| 7e                    | Alejandro Valverde    | Espagne               | Movistar              | + 36 s                |
| 8e                    | Nairo Quintana        | Colombie              | Movistar              | + 36 s                |
| 9e                    | Louis Meintjes        | Afrique du Sud        | MTN-Qhubeka           | + 36 s                |
| 10e                   | Nicolas Roche         | Irlande               | Sky                   | + 36 s                |
| modifier              |                       |                       |                       |                       |

### Classements à l'issue de l'étape

#### Classement général
| Classement général | Classement général | Classement général | Classement général | Classement général |
|                    | Coureur            | Pays               | Équipe             | Temps              |
| ------------------ | ------------------ | ------------------ | ------------------ | ------------------ |
| 1er                | Esteban Chaves     | Colombie           | Orica-GreenEDGE    | en 27 h 6 min 13 s |
| 2e                 | Tom Dumoulin       | Pays-Bas           | Giant-Alpecin      | + 10 s             |
| 3e                 | Daniel Martin      | Irlande            | Cannondale-Garmin  | + 33 s             |
| 4e                 | Nicolas Roche      | Irlande            | Sky                | + 36 s             |
| 5e                 | Alejandro Valverde | Espagne            | Movistar           | + 49 s             |
| 6e                 | Joaquim Rodríguez  | Espagne            | Katusha            | + 56 s             |
| 7e                 | Nairo Quintana     | Colombie           | Movistar           | + 57 s             |
| 8e                 | Fabio Aru          | Italie             | Astana             | + 57 s             |
| 9e                 | Daniel Moreno      | Espagne            | Katusha            | + 1 min 18 s       |
| 10e                | Domenico Pozzovivo | Italie             | AG2R La Mondiale   | + 1 min 19 s       |
| modifier           |                    |                    |                    |                    |

#### Classement par points
| Classement par points | Classement par points | Classement par points | Classement par points | Classement par points |
| --------------------- | --------------------- | --------------------- | --------------------- | --------------------- |
|                       | Coureur               | Pays                  | Équipe                | Point(s)              |
| 1er                   | Esteban Chaves        | Colombie              | Orica-GreenEDGE       | 66 points             |
| 2e                    | Peter Sagan           | Slovaquie             | Tinkoff-Saxo          | 61 pts                |
| 3e                    | Alejandro Valverde    | Espagne               | Movistar              | 56 pts                |
| 4e                    | Tom Dumoulin          | Pays-Bas              | Giant-Alpecin         | 42 pts                |
| 5e                    | Nicolas Roche         | Irlande               | Sky                   | 42 pts                |
| modifier              |                       |                       |                       |                       |

#### Classement du meilleur grimpeur
| Classement du meilleur grimpeur | Classement du meilleur grimpeur | Classement du meilleur grimpeur | Classement du meilleur grimpeur | Classement du meilleur grimpeur |
| ------------------------------- | ------------------------------- | ------------------------------- | ------------------------------- | ------------------------------- |
|                                 | Coureur                         | Pays                            | Équipe                          | Point(s)                        |
| 1er                             | Omar Fraile                     | Espagne                         | Caja Rural-Seguros RGA          | 13 points                       |
| 2e                              | Bert-Jan Lindeman               | Pays-Bas                        | Lotto NL-Jumbo                  | 13 pts                          |
| 3e                              | Walter Pedraza                  | Colombie                        | Colombia                        | 7 pts                           |
| 4e                              | Natnael Berhane                 | Érythrée                        | MTN-Qhubeka                     | 7 pts                           |
| 5e                              | Ilia Koshevoy                   | Biélorussie                     | Lampre-Merida                   | 7 pts                           |
| modifier                        |                                 |                                 |                                 |                                 |